# لانفرونغ (أنغلزي)
لانفرونغ (بالإنجليزية: Llanfwrog, Anglesey)‏ هي قرية تقع في المملكة المتحدة في ويلز.